# Gouvernorat de Kairouan
Le gouvernorat de Kairouan (arabe : ولاية القيروان), créé le 21 juin 1956, est l'un des 24 gouvernorats de la Tunisie. Son chef-lieu est Kairouan.
Situé dans le centre du pays et couvrant une superficie de 6 712 km2, soit 4,1 % de la superficie du pays, il abrite en 2024 une population de 600 803 habitants. Près de 35 % d'entre eux vivent sous le seuil de pauvreté, et le taux d'analphabétisme s'élève à 35 % en 2021.

## Histoire
En 670, Oqba Ibn Nafi al-Fihri fonde Kairouan. De 758 à 761, la ville est saccagée par les kharidjistes. Au IXe siècle, la ville connaît un grand essor sous le règne des Aghlabides.
Le gouvernorat de Kairouan est créé par le décret du 21 juin 1956 relatif au premier découpage administratif de la Tunisie indépendante.

## Géographie
Le gouvernorat est situé à 160 kilomètres de la capitale. Il est limité par le gouvernorat de Zaghouan au nord, de Siliana, de Kasserine et de Sidi Bouzid à l'ouest et par le gouvernorat de Sfax, de Sousse et de Mahdia à l'est.
La température moyenne se situe entre 5 et 21 °C en hiver et entre 25 et 42 °C en été. La pluviométrie annuelle est de 250 à 400 millimètres.
Administrativement, le gouvernorat est découpé en treize délégations, 19 municipalités et 114 imadas,. Les deux dernières délégations, Aïn Djeloula et Menzel Mehiri, sont créées en 2016.
| Délégation                                    | Population en 2024 (habitants) |
| --------------------------------------------- | ------------------------------ |
| Aïn Djeloula                                  | 6 441                          |
| Bou Hajla                                     | 78 634                         |
| Chebika                                       | 37 193                         |
| Echrarda                                      | 28 868                         |
| El Alâa                                       | 28 897                         |
| Haffouz                                       | 44 492                         |
| Hajeb El Ayoun                                | 40 655                         |
| Kairouan Nord                                 | 103 461                        |
| Kairouan Sud                                  | 95 068                         |
| Menzel Mehiri                                 | 12 680                         |
| Nasrallah                                     | 20 310                         |
| Oueslatia                                     | 26 454                         |
| Sbikha                                        | 77 650                         |
| Sources : Institut national de la statistique |                                |

## Politique

### Gouverneurs
Voici la liste des gouverneurs de Kairouan depuis l'indépendance :
- 1956-1964 : Amor Chachia
- 1964 : Mohsen Bel Aljia[7]
- 1964-1969 : Mongi Fekih
- 1969-1970 : Amor Msadek
- 1970-1972 : Slim Aloulou
- 1972-1978 : Tahar Boussemma
- 1978-1979 : Hédi Alaya
- 1979-1981 : Béchir Lahmidi
- 1981-1982 : Abdessalem Ben Ammar
- 1982-1984 : Chédli Neffati
- 1984-1987 : Khaled Guezmir
- 1987-1988 : Rafik Belhaj Kacem
- 1988-1991 : Kamel Haj Sassi
- 1991-1992 : Salem Mekki
- 1992-1993 : Noureddine Hafsi
- 1993-1994 : Salah Jouini
- 1994-2000 : Jamel Bouslimi
- 2000-2001 : Habib Ben Gamra
- 2001-2004 : Habib Aoual
- 2004-2007 : Néjib Barkallah
- 2007-2011 : Yassine Barbouche
- 2011-2011 : Abdeljelil Ben Hassen
- 2011-2012 : Mohamed Sahraoui
- 2012-2013 : Abdelmajid Laghouen
- 2013-2014 : Abdennaser Ellafi
- 2014-2015 : Mohsen Mansouri[8]
- 2015-2016 : Chokri Belhassen[9]
- 2016-2017 : Taoufik Ouertani[10]
- 2017-2019 : Mounir Hamdi[11]
- 2019-2023 : Mohamed Bourguiba[12],[13]
- depuis 2024 : Dhaker Bargaoui[14]

### Maires
Voici la liste des maires des douze municipalités du gouvernorat de Kairouan dont les conseils municipaux ont été élus le 6 mai 2018 et présidés par les maires suivants :
- Aïn Djeloula : ?
- Bou Hajla : Belgacem Cherigui[15]
- Chebika : Tarak Taamallah[16]
- Echrarda : Mohamed Sghaier Bazaoui[17]
- El Alâa : Hayet Fejari[18]
- Haffouz : Chedli Bahrouni[19]
- Hajeb El Ayoun : Lazhar Nasri[20]
- Kairouan : Radouane Bouden[21]
- Menzel Mehiri : Khelil Jomli[15]
- Nasrallah : Hedi Mahfoudh[16]
- Oueslatia : Karim Mlaiki[22]
- Sbikha : Nabil Hamdi[22]

## Économie

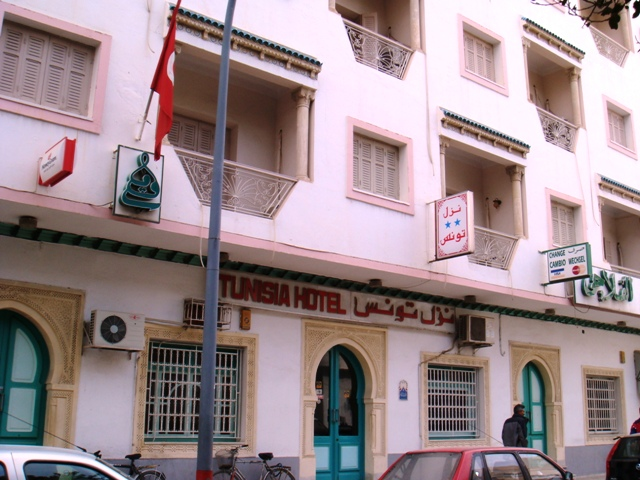
Hôtel à Kairouan.

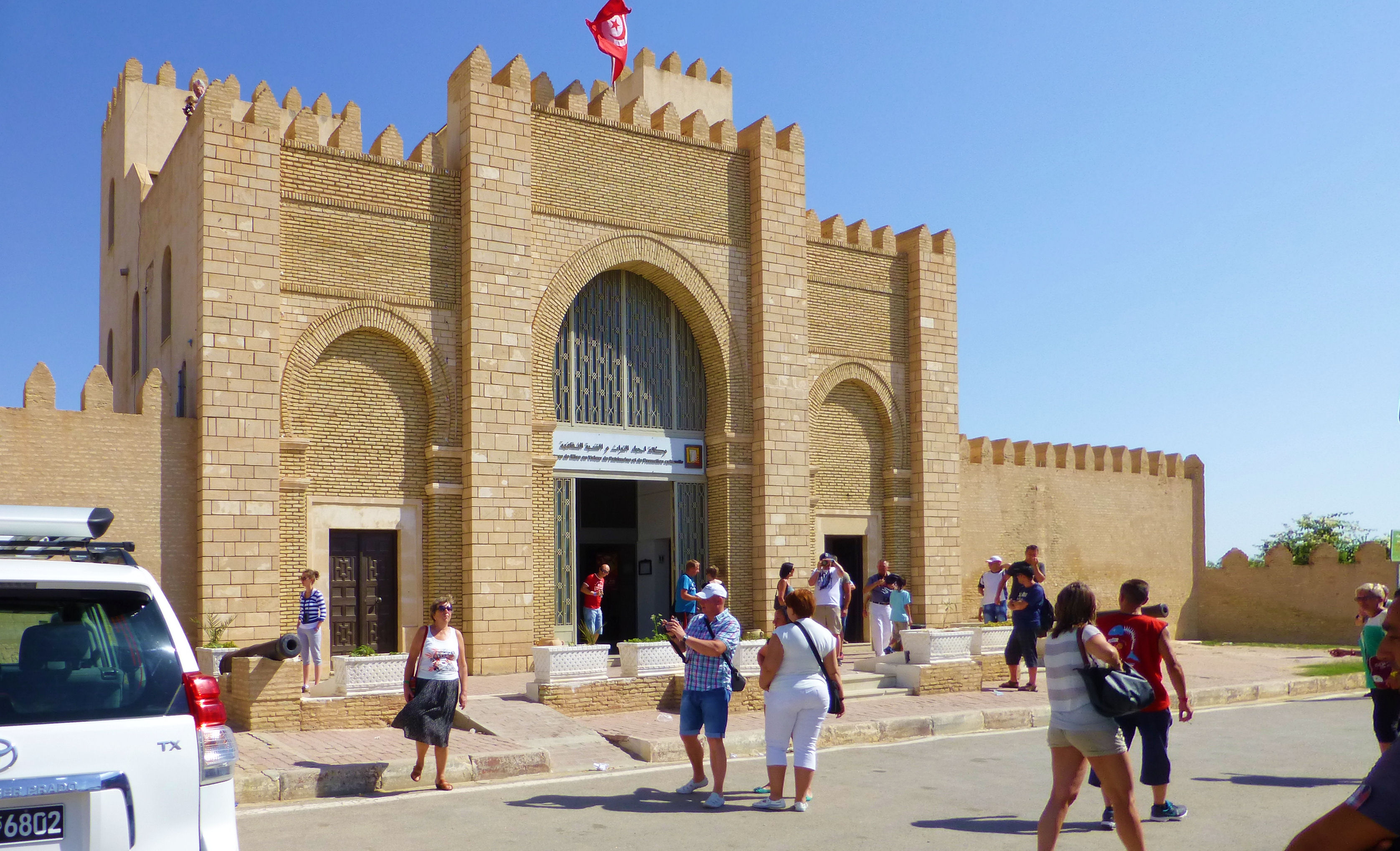
Centre pour les visiteurs à Kairouan.

L'agriculture demeure le secteur le plus important pour l'économie locale avec 657 700 hectares de terres agricoles. En effet, la région se caractérise par une importante production de légumes (piments et tomates) et de fruits (abricots, amandes et olives), ce qui lui permet de couvrir la demande des autres régions (Sousse, Tunis et Sfax).
La compagnie canadienne de production de pétrole et de gaz, DualEx Energie, annonce en 2011 qu'une première évaluation du permis qui lui a été accordé à Bou Hajla fait ressortir des réserves de plus d'un milliard de barils ; les actions de la compagnie basée à Calgary grimpent aussitôt de 40 % à la Bourse de Toronto. Avec un investissement de 5,2 millions de dinars tunisiens, ce permis est un partenariat entre DUALEX Tunisie Inc. et l'Entreprise tunisienne d'activités pétrolières pour la production de pétrole et de gaz.
La population active est concentrée essentiellement dans le secteur agricole (40,1 %) et les services (27,7 %).
Le gouvernorat possède cinq zones industrielles réparties comme suit :
- deux zones non-aménagées à Bateni ;
- une zone partiellement aménagée sur la route de Tunis ;
- une zone aménagée ;
- une zone en cours d'aménagement à Hajeb El Ayoun.

Il existe 98 entreprises manufacturières :
- 24 industries agroalimentaires ;
- 18 industries de matériaux de construction, de céramique et de verre ;
- 11 industries mécaniques, métallurgiques et électroniques ;
- 9 industries chimiques ;
- 32 industries textiles, de l'habillement et de la confection ;
- 4 industries diverses.

Depuis longtemps, la région s'est doté d'un artisanat qui lui est bien spécifique : ciseleurs, tisserands et selliers. Mais la plus grande activité artisanale, celle qui fonde la célébrité de la région, demeure l'art de la tapisserie.

## Culture

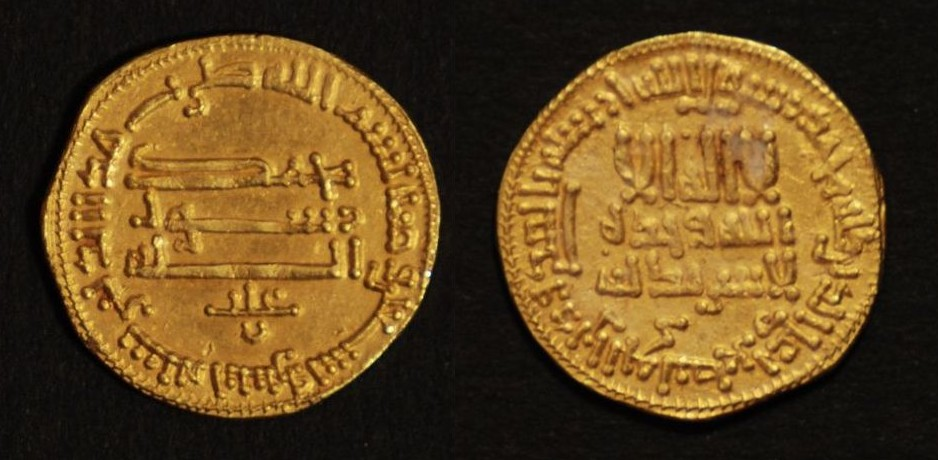
Dinar en or aghlabide (frappé vers 808 à Kairouan) faisant partie des collections du musée de Raqqada.

Après 1960, on construit sur un site d'une vingtaine d'hectares un palais présidentiel au milieu des quelques vestiges encore visibles ; il abrite depuis 1986 le musée national d'art islamique de Raqqada. Le musée est spécialisé dans les arts islamiques médiévaux et renferme des œuvres provenant de Kairouan et des sites de Raqqada et Al-Mansuriya, une ancienne cité princière édifiée à l'époque fatimide. La collection la plus importante est celle des Corans calligraphiés qui constitue un ensemble exceptionnel de manuscrits et de feuillets appartenant, à l'origine, à la bibliothèque de la Grande Mosquée de Kairouan. Parmi les joyaux de cette collection figurent les feuillets du Coran bleu datant du Xe siècle.
L'événement culturel qui a marqué Kairouan en 2010 est le grand spectacle Khabaya, produit par le producteur tunisien Youssef Sidaoui. Celui-ci a voulu monter une représentation inspirée du patrimoine culturel de la ville, un spectacle de fouille profonde dans l'art traditionnel, mélangeant musique, danse (chorégraphie) et poésie.

## Sport
- Association sportive de la manufacture de tabacs de Kairouan
- Avenir sportif de Sbikha
- Baâth sportif de Sidi Amor Bou Hajla
- Club municipal aghlabide de Kairouan
- Club sportif de Hajeb Ayoun
- Espoir sportif de Haffouz
- Étoile sportive d'El Alâa
- Étoile sportive d'Oueslatia
- Jeunesse sportive féminine de Kairouan
- Jeunesse sportive kairouanaise
- Union sportive de Chebika
- Nasrallah Sports
- Stade sportif kairouanais